# Рубан, Николай Афанасьевич
Николай Афанасьевич Рубан (14 августа 1923, Алексеевка, Воронежская губерния — 31 июля 1944, Литовская ССР) — Гвардии старший лейтенант Рабоче-крестьянской Красной Армии, участник Великой Отечественной войны, Герой Советского Союза (1945).

## Биография
Николай Рубан родился 14 августа 1923 года в слободе Алексеевка (ныне — город в Белгородской области). Окончил среднюю школу. В 1942 году был призван на службу в Рабоче-крестьянскую Красную армию. В 1943 году окончил Ульяновское танковое училище. С августа того же года — на фронтах Великой Отечественной войны.
К июлю 1944 года гвардии старший лейтенант Николай Рубан командовал танковым взводом 64-го отдельного  гвардейского тяжёлого танкового полка, 3-го гвардейского механизированного корпуса, 1-го Прибалтийского фронта. Участвовал в сражениях на территории Латвийской ССР. 16 июля 1944 года взвод Рубана в бою в районе Митавы нанёс противнику большие потери в боевой технике и живой силе. В том бою танк Рубана был подбит и загорелся, однако сам танкист остался в машине, продолжая вести огонь. 31 июля 1944 года от полученных ожогов и ранений он скончался. Похоронен в деревне Яучюнай Ионишкского района Литвы.

## Награды
Указом Президиума Верховного Совета СССР от 24 марта 1945 года гвардии старший лейтенант Николай Рубан посмертно был удостоен высокого звания Героя Советского Союза. Также посмертно был награждён орденом Ленина.

## Память
- В честь Н.А. Рубана названа улица и переулок в Алексеевке.
- 29 октября 1970 г установлен бронзовый бюст перед зданием СПТУ-24 (ныне — Агротехникум) по ул. Ленина (Победы).